# Anna Jarvis
Anna Marie Jarvis (Webster, 1 mei 1864 – West Chester, 24 november 1948) was een Amerikaans activiste.

## Leven
Ze was de dochter van Ann Maria Reeves Jarvis. Haar familie verhuisde in haar jeugdjaren naar Grafton, West Virginia. Twee jaar na haar moeders dood herdacht ze haar moeder op 12 mei 1907. Ze kwam toen op het idee om de inspanningen van haar moeder om een nationale Moederdag te introduceren voort te zetten en diende een verzoek in bij de Nationale Overheid om van Moederdag een erkende feestdag te maken. Ze slaagde hierin in 1914 en langzamerhand groeide dit uit tot een internationale feestdag. Het Internationaal Moederdag gedenkteken staat tegenwoordig nog steeds in Grafton als een symbool voor haar inspanningen.
Rond 1920 raakte Jarvis verbitterd door de commercialisering van de feestdag. Ze verbond zichzelf aan de Mother's Day International Association en claimde het copyright op de tweede zondag van mei. Naar aanleiding hiervan werd ze ook eens gearresteerd voor ordeverstoring. Samen met haar zuster Ellsinore spendeerde ze haar familiebezit voor het voeren van campagne tegen de feestdag. Beiden stierven in armoede. In het doodsbericht van Jarvis in de New York Times stond geschreven dat ze verbitterd raakte omdat te veel mensen hun moeder een gedrukte ansichtkaart stuurden. Ze beschouwde een kaart als "een slecht excuus omdat men te lui is om een brief te schrijven".